# János Parti
János Parti (n. 24 octombrie 1932, Budapesta, Regatul Ungariei – d. 6 martie 1999, Budapesta, Ungaria) a fost un canoist ce a reprezentat Ungaria, medaliat olimpic. A participat la 3 ediții ale Jocurilor Olimpice (1952, 1956, 1960) în care a câștigat o medalie de aur și două medalii de argint.